# Водомари (подред)
Водомари (лат. Alcedines) подред су птица из реда модроврана (Coraciiformes), који обухвата три породице: Alcedinidae, Halcyonidae, и Cerylidae. У свету постоји око 90 врста водомара и распрострањени су у већини климатских области.
Традиционално водомари су били спојени у једну породицу водомара (Alcedinidae), са три потпородице (Alcedininae, Halcyoninae и Cerylinae), но после поновног преиспитања секвенци ДНК током 1990-их, ове три потпородице су признате као посебне породице, које чине подред водомара (Alcedines). Почетком 21. века сматра се да овај подред није валидан таксон, док породица водомари (Alcedinidae) то јесте.

## Општи опис
Све врсте водомара имају карактеристичну велику главу, дугачки оштри кљун, кратке ноге, и кратки реп. Величина им варира од врапца до мање вране. Такође, имају лепо зеленоплаво преје на леђима, а на стомаку риђе. 

### Европски водомар
Основне карактеристике европског водомара (Alcedo atthis): кљун је дугачак, танак и раван, од снажног корена зашиљен према врху, а на оштрим угловима мало увучен. Ноге су му врло малене и кратке, три предња прста су до првог, односно до другог чланка срасла, а стражњи прст је веома мали. И реп је врло кратак. Перје му је богато дивним бојама па одозго сија металним сјајем, а одоздо свиленкастим. На стражњој страни главе оно је продужено у мали штит. Водомар се не може заменити ни са једном другом европском птицом, али се може заменити са иностраним врстама његове породице. Горњи део главе и потиљак украшени су на тамној зеленкастоцрној подлози уским пегама плавим као море. Рамена и покровна пера на крилима су тамнозелене боје, украшена округлим модрим мрљама, средњи део леђа је тиркизномодре боје, а кратки репић лазурномодар, на крајевима риђаст. Читава доња страна му је риђастоцрвене боје, а мале ноге су му црвене као да су лакиране. Дугачак је 17 цм, распон крила му је 27 цм, дужина крила 7 цм, а реп 4 цм.

## Распрострањеност
Водомари живе у Европи, северној Африци, Азији и у Јапану и то углавном близу воде или у мочварним стаништима. 
Домовина правог водомара (Alcedo atthis) је цела Европа, почевши од Јитланда, Данске и Естоније према југу и западном делу средње Азије. Гнезди се такође и у северозападној Африци, а североисточну Африку редовно посећује, али се ту не гнезди. Чак ни у Грчкој нису до сада пронађена његова гнезда и јаја, премда се тамо често сусреће током зимских месеци. Баш из тих разлога, што га често има на југу, верује се да се велики број водомара из северних крајева чак и редовно сели.
Познат је и опасни водомар (Megaceryle alcyon) који такође припада породици Alcedinidae. Настањује подручја од северозападне Аљаске до централног Лабрадора преко лета, али се преко зиме повлачи на југ, чак до јужнокарипских острва.
Свети водомар (Halcyon sancta) који се гнезди у јужним областима Аустралије, лети на север до географских ширина Индонезије и Соломонских острва, где чека да прође зима.
Друга велика група водомара је Halcyonidae (шумски водомар), чија је постојбина у Малајској и Аустралијанској области.

## Исхрана
Водомарова исхрана се састоји углавном од малих риба и рачића, а уз то и од инсеката којима углавном храни младе. Прождрљив је и треба му више хране да се засити. 10 до 12 рибица дугачких као прст морају сваког дана да му падну као жртве да би удовољио захтевима свог желуца. Што се тиче врста риба, водомар није избирач него хвата сваку које може да се домогне, па зна да савлада и прилично велики плен. Хвата само кљуном, па зато често промаши и мора понекад добро да се напрегне пре него што дође до плена.
Начин његовог хватања захтева промишљеност у погледу избора хваталишта. Вода у којој лови не сме бити сувише плитка, јер би могао да се повреди о дно, али не сме бити ни сувише дубока јер ће лако да промаши плен. Дуготрајна киша која замути воду значи за водомара невољу, па чак и пропаст, а исто тако и зима му понекад донесе смрт. Његов лов се завршава чим више не може да види рибу. Зими мора да се задовољи са неколико отворених места у леденом покривачу реке или потока. Ту је, међутим, изложен опасности да зађе под лед и да више не нађе излаз. И срећно ухваћени плен зна понекад да га упропасти. Покушава да прогута превелику рибу и при томе се удави. Рибље кости, љуске и друге тврде делове храни избацује у облику гвалица.
Halcyonidae (шумски водомар) храни се гуштерима, змијама и ситнијим глодарима.